# Som et strejf
|  | Denne artikel er oprettet af botten PalnaBot ud fra en ekstern database. Den kan derfor have sproglige fejl eller mangler. Denne skabelon kan fjernes efter kontrol af indholdet. |

Som et strejf er en dokumentarfilm instrueret af Torben Skjødt Jensen efter eget manuskript.

## Handling
Filmen er en personlig rejse gennem 25 års dansk rockhistorie fortalt i musikvideoens hurtige og fragmenterede billedsprog. Filmen veksler mellem koncertoptagelser, musikvideoer, backstagemontager og interviews med musikere og kritikere. De medvirkende bands er Skousen & Ingemann, Bazaar, Her Personal Pain, Gasolin, TV-2, Miss B. Haven, Henrik Strube, Malurt, Kim Larsen & Bellami, Overlords, Sort Sol, Lost Kids, Lis Damm, Lars H.U.G., Master Fatman and his Freedom Fighters og Nanna.